# 보험
보험(保險, 영어: insurance)은 우발적으로 발생하는 일정한 위험(사고)에서 생기는 경제적 타격이나 부담을 덜어주기 위하여 다수의 경제주체가 협동하여 합리적으로 산정된 금액을 조달하고 지급하는 경제적 제도를 말한다.
위험이나 사고에 대해서는 보험에 대한 계약 서류에 명시되어 있으며, 보험에 관련된 회사(보험설계사, 단체, 법인)와 계약 대상(계약자, 단체)이 문서에 기재된 내용으로 보험법과 기타 관련 법을 따르게 된다. 계약 조건에 명시된 내용을 기반으로 하여 명시된 조건이 발생하면 "보험상품과 관련된 보험 법인과 국가"로부터 "보상금 수취인과 법정 상속인"에게 해당 조건에 맞는 보상을 지급한다.
근대적인 보험경영은 보험자(회사)가 위험을 분산하기 위하여 다수의 경제주체를 보험에 가입시키고 있다. 이것을 '대수(大數)의 법칙'이라고 한다. 다수의 경제주체는 우발적 사고에 대비하기 위하여 단체를 구성(보험가입)해서 실질적인 참여를 하게 되는데, 이것을 보험단체(保險團體)라고 한다. 이러한 집단구성을 하는 경제주체는 우연한 사고에서 생기는 경제적 요구를 충족하기 위하여 단체를 형성한다.
보험회사는 다수의 경제적 주체(가입자)간의 중간역할자로서, 우발사고에 대비한 경제적 혜택을 주기 위한 자금축적의 비용을 지출하고, 한편으로는 우발사고가 발생하면 경제적으로 필요한 자금을 조달 받는 관계를 말한다. 즉, '한 사람은 많은 사람을 위하고, 많은 사람은 한 사람을 위하는(One for All, All for One)' 것이 보험의 궁극적 목표이다. 보험가입자로부터 받아들이는 보험료 총액과 장래 회사가 가입자에게 지급할 보험금총액이 서로 같게 되어 있으며 이것을 '수지상등(收支相等)의 원칙'이라고 한다.
이처럼 보험료는 보험회사로서는 항상 장래에 지급해야 할 보험금 중에 미지급(未支給) 된 분의 재산(보험가입자 공동재산), 즉 보험준비금으로서 보험회사가 장래 보험금지급(제환급금 포함)의 의무를 완수하기 위하여 적립하는 적립금이다.
이러한 재산관리(적립금)는 보험회사가 투자사업을 통해 보험금지급의 준비재산을 형성하는 면에서는 보험업의 금융기능을 볼 수 있다. 금융기능은 대출을 한다든가 어음을 할인한다든가 또는 주식에 투자한다는 것 등은 다른 금융기관과 다를 바 없지만 생명보험의 자금은 보험계약의 장기성, 사고발생률의 안정성이라는 사업의 성격상, 장기성 자금의 특징을 가지고 있다.  따라서 보험은 경제적 필요를 충족하고자 하는 선후책으로 저축과 같은 확정사고에 대비하는 종류도 갖추고 있는 것이므로, 경제적 불균형을 균형있게 하여 주는 금전조달시설인 것이다. 즉, 금전이 아닌 물질이나 정신적인 위로가 아니고, 반드시 금전적인 조달의 목적을 주로 하는 경제적 시설로서 근대적 보험업은 자본주의 사회의 성립과 더불어 확립됐다고 볼 수 있다.

## 역사
보험의 기본개념은 원시자연경제시대로부터 그 움이 텄고, 상호간의 수요충족(독일어: gegenseitiger Bedarfsdeckung)을 위한 일종의 위험단체(독일어: Gefahrgemeinschaft)에 관한 기록은 이미 기원전 1750년 경의 바빌론의 함무라비 법전에서 나타나고 있다.
우리나라에서는 1922년 최초의 손해보험회사인 조선화재해상보험주식회사가  설립되었으나, 일제에 의해 무너지게 되고, 광복 이후부터 대한생명, 협동생명, 고려생명, 흥국생명, 제일생명, 동방생명, 대한교육보험 등이 세워졌다.

## 보험기업의 형태
보험기업의 형태로서는 민영보험(民營保險)과 공영보험(公營保險)이 있다.

### 민영보험
민영보험에는 영리를 목적으로 하는 개인기업조직과 주식회사조직, 그리고 비영리목적인 상호회사조직과 협동조합조직 등의 4가지가 있다.  주식회사 체제의 보험주식회사는 상호회사로서, 상법상의 화사에 관한 모든 규정 외에 특별법인 보험업법의 적용도 받는 것이 그 특징이다.  상호회사는 상법 조직에 관한 규정이 없으므로 보험업법에 준거하여 설립되는 형식상 비영리법인이며, 주주가 없고 잉여금은 종국적으로 보험가입자인 사원에게 분배된다. 경영면에 있어서는 상호회사도 주식회사와 비슷하지만 보험경영자와 보험가입자간에 동일성을 가지고 있는 것이 특색이다. 상호회사에는 자본금이 없는 반면, 창업비와 창업후 일정 기간의 사업위험을 담보하는 목적으로 기금을 납입하게 된다. 그러나 이 기금은 사업이 순조롭게 진전하여 잉여금이 생기게 되면 상각하므로 사실상 일시 차입금의 성격을 가지는 것으로서 주식회사의 자본금과 같이 담보력을 뒷받침하는 것은 아니다. 그러므로 위험의 크기에 따라서 유동성이 높은 손해보험에는 주식회사 형태가, 생명보험에는 안전성이 높은 상호회사 형태가 적합하다.

### 공영보험
공영보험 조직은 국가나 지방공공단체 또는 기타 공법인에 의하여 경영되는 보험을 말하는데, 법률로써 그 조직을 구성하고 국가 스스로가 보험자가 되어 국가기관(체신부 또는 노동부)을 통하여 직접 보험사업을 경영하는 직접 국가보험과, 국가가 직접 보험사업을 경영하지 않고 간접적으로 보험의 전반적인 조직과 제도를 법률·명령으로써 규정하고, 그 경영은 특정한 기관에서 경영하는 국영보험의 2가지 형태로 볼 수 있다.  이와 같이 공영보험사업의 손익은 경영주체인 국가·지방공공단체 또는 공법인에 귀속되지만, 이 경우 손익의 귀속이 완전히 이루어질 때와 그렇지 않을 때가 있으므로 전자를 완전공영(完全公營), 후자를 준공영(準公營)이라 한다.

## 보험회사의 조직
보험회사의 조직은 보험가입자의 질병·상해(傷害)·사망·화재·해난 등에 대한 경제상의 보장인 보험적 기능과 축적된 막대한 자금의 운용면인 금융적 기능도 아울러 가지므로, 일반기업의 조직보다는 특수한 조직형태를 이루고 있다. 이러한 특수업무 및 기능으로 인하여 경영의 중추이며 전체조직을 관리·통제하고 내외업무를 관장하는 본사조직과 계약의 모집과 획득에 수반된 외부활동을 관장·지도하는 지사(대리점) 조직등으로 구별하는 것이 특징이다.
또한 생명보험이나 손해보험을 사업으로 하거나 겸영(兼營)하는데 따라서 다르지만 대체로 구분방식은 지역별·보험종목별·기능별 중에서 1가지 또는 2가지 이상을 채택하고 있는 것이 관례로 되어 있다.

### 이사회
주식회사나 상호회사를 막론하고 최고기관은 이사회이다. 이사회는 회사의 전반적인 운영을 책임맡고 있으나, 주로 중요한 회사경영에 관한 정책의 수립을 비롯하여 큰 문제만을 다루고 실제운영은 회사임원에게 일임한다.

### 회사임원
주로 이사진(理事陣)에서 임명되며, 이들은 사장·부사장 및 기타 상임이사로서 구성되고, 이들 이사가 각부의 책임을 맡는다.

### 사장
일반적으로 보험의 이론과 실무에 정통하고 경리면에 밝은 사람 가운데서 임명된다. 또 사장은 회사를 대표하고 회사의 간부 직원의 임명권을 장악하며, 이사회에서 수립한 정책을 집행하는 책임을 받고 있다.

### 총무이사
이사회의 회의록을 작성·보관하고 기타 중요문서의 보관도 책임맡는다. 재무이사는 회사의 회계전반과 경우에 따라서는 투자부의 책임도 맡는다. 이 밖에도 회사운영의 결과를 기록하고 정기적인 각종 재무제표를 작성하며, 이러한 재무제표작성에 필요한 모든 자료를 보관한다. 그리고 본사의 각부나 각 지사 또는 기타 보험대리점 및 보험중개인으로부터 제출되는 모든 재무제표를 검토하는 책임을 맡는다.

## 보험회사의 기구
보험회사의 기구는 여러 가지 표준에 의하여 구성하는데, 그 중에서 중요한 것만을 골라 보면 다음과 같다.
1. 보험모집활동을 해야 한다.
2. 보험증권을 발행해야 한다.
3. 보유하고 있는 각종 자금을 투자해야 한다.
4. 회계 경리문서나 각종 통계자료를 보관해야 한다.
5. 보험사고보고를 조사·사정하여 보험금을 지급한다.

## 보험업의 경영활동
보험업 활동은 보험업법에 의해서만 할 수 있다. 보험업의 경영활동은 보험이라는 무형상품(보험증권)을 적정한 가격(보험료)으로 판매(보험모집)하고, 보험사고(사망·화재·해난 등)가 발생하거나 약정기간(혹은 만기)이 되었을 때 일정한 보험금을 지급하는 것이다. 이것은 '대수(大數)의 법칙'에 기초를 두는 것이므로, 동질적인 위험에 처해 있는 많은 경제주체를 보험에 가입시켜 각자의 합리적인 부담에 따라 위험을 분담시키는 것으로, 이것을 '위험동질성(危險同質性)의 원칙'이라고 한다. 보험기업의 근본적인 경영목표는 상해·사망·화재·해난 및 기타 사고에 의한 위험을 그 보험에 가입한 계약자들이 각기 분담해서 부담하는 것이기 때문에 보험가입자가 많을수록 위험을 분담하는 부담자수가 많아진다. 바꿔 말하면, 위험의 분량이 적어지므로 보험금 지급액이 감소되고 보험료(보험상품의 가격)는 경감된다.  '보험료적정(保險料適正)의 원칙'은 보험료가 합리적이고 적정한 가격으로 산정되어야 함을 말한다. 바꾸어 말하면, 보험료는 보험경영의 중심이며, 적절한 보험료의 수입과 보험금 및 사업비의 지급이 균등하거나 가입자에게 합당한 이윤이 생길 수 있는 정도의 가격을 뜻하며, 공정한 보험료는 위험의 정도에 따라 공정한 요율(料率)이 산정·적용되어야 함을 뜻한다.

### 보험의 모집
보험의 모집에는
1. 회사에 소속된 모집사원에 의한 방법,
2. 대리점에 위탁해서 모집하는 방법,
3. 브로커(brokers)를 통해 모집하는 방법
4. 보험회사의 임원(대표이사·사외이사·감사 및 감사위원은 제외한다. 이하 이 장에서 같다) 또는 직원

등이 있다.
생명보험의 경우는 (1)의 방법이 일반적이며, 손해보험의 경우는 (2)의 방법을 많이 사용한다. (3)의 경우는 외국에서 많이 사용되는 방법이다. 특히 생명보험의 경우는 그 위험의 성질상 위험선택에 특수한 지식과 고도의기술을 필요로 하기 때문에 일반의 모집사원이 회사를 대리해서 계약을 체결할 수 있는 권한을 주고 있으며, 손해보험의 대리점도 계약체결의 대리권을 주고 있다.

### 보험의 가입절차
생명보험의 경우, 진사(診査)에서 심사통과된 보험계약 신청자로부터의 신청서가 보험료와 함께 제출 납부되면, 소정 양식의 보험계약서에 필요한 사항을 기재한 후 이것을 정식으로 보험계약자에게 송부하게 된다. 생명보험계약은 일반적으로 장기계약이므로 보험회사는 이 계약발행대장을 보관하는 것이다.
손해보험은 일반적으로 보험대리인(agents)이나 보험중개인(brokers)이 직접 보험계약서를 발행하게 되는 것인데, 본사에서는 이미 발행한 보험계약서를 검사하는 일만 하게 된다.

### 보험료의 납입과 수금
보험료의 납입기간은 주로 연납(年納)이나, 생명보험의 경우는 월납(月納), 3월납, 6월납, 연납 등으로도 할 수 있다. 또한 생명보험의 경우는 계약이 주로 장기적인 까닭에 보험료를 계속해서 수금하므로 보험료징수 사무가 계약의 모집과 병행되는 중요성을 갖는다.

### 보험금 지급
보험금지급은 생명보험에 있어서는 보험사고가 발생하거나 만기가 되면 보험금을 지급하는 경우가 있음에 비해서, 손해보험은 보험사고가 발생하지 않은 한 보험금을 지급하지 않는 점이 다르다.  손실금 지급행위란 보험계약자의 보험사고 발생보고로부터 시작하여 보험계약자가 요구한 손실금의 일부나 전부를 지급하거나 또는 손실금의 지급을 거절하는 최후단계까지의 모든 과정을 말한다. 보험회사가 존재하고 있는 근본적인 목적은 보험금을 지급하기 위한 것이다. 즉, 보험계약약자가 보험계약을 체결하는 이유는 그가 필요로 할 경우 보험의 보호를 받기 위함이므로 보험종목의 여하를 막론하고 신속하고 공정한 보험금을 지급해야 한다.  보험금지급과정은 첫째 보험가입자·보험모집인으로부터의 보험사고발생보고 접수이고, 둘째 사고발생 보고에 대한 사정(査定)과 손해조사이며, 셋째 위의 사고발생에 대한 조사나 진사(診査)를 통한 보험금지급 여부결정과 보험금 지급 액수의 사정이다.

### 보험준비금
일반적으로 보험료는 보험사고가 발생하기 전 선금으로 받아 들이므로 보험계약에서 규정한 사고가 발생하였을 경우에는 미리 약속한 보험금을 지급하여야 한다. 따라서 이렇게 사전에 약속한 보험금 지급을 위하여 준비금을 적립해 놓지 않으면 안 되며, 보험계약자의 이익을 옹호하기 위하여 정부에서는 각종 준비금 적립을 명령한다. 그러므로 보험회사의 법정준비금은 일반적으로 회사의 자산이 아니고 부채가 되는 것이다. 이러한 지급준비금의 종류에는 보험금 지급준비금·보험금 지급경비 준비금·이익배당금 지급준비금·미경과보험료 준비금·법정계약 준비금 등이 있다.

### 보험회사의 투자관리
보험회사는 보험계약을 통하여 인수한 위험의 발생으로 인한 손실금을 보험계약자에게 지급하기 전에 보험료를 보험계약자로부터 받기 때문에 투자할 수 있는 상당한 자금을 보유하게 된다. 그러므로 보험회사는 투자가능한 자금을 실제로 투자하여 투자이윤을 보게 되는데, 이렇게 함으로써 보험회사는 보험계약자에게 적용하는 보험료율(保險料率)을 낮출 수 있는 동시에 회사의 경영이윤을 가져오게 하는 것이다.
일반적으로 생명보험은 장기계약이므로 이자란 요소가 보험료율 결정과 각종 보험계약·현재 가치산정(價値算定)에 있어서 매우 큰 역할을 하는 것임에 비해, 손해보험회사는 그것이 보험료율 산정에 직접적 관련성을 갖지 않는다. 투자별로 보면 생명보험은 취급하는 보험계약이 장기계약이라는 면에서 주로 증권투자 등의 장기투자에 치중하는데 비하여, 손해보험은 단기투자에 치중한다.
대한민국의 보험회사는 1994년 생명보험회사 33개 사, 손해보험회사 17개 사로 나타났다. 최근 경제의 안정, 국민생활의 향상 및 보험에 대한 인식 고조로 그 실적도 상승하고 있는데 1994년 생명보험과 손해보험을 망라한 총보험료 수입은 34조7,871억이었다.

## 보험의 원칙
상업적으로 보안 위험은 보통 다음의 특징을 공유하고 있다.
1. 수많은 동질의 노출 단위
2. 절대적 손실
3. 사고 손실
4. 대형 손실
5. 감당할 수 있는 보상금
6. 계산할 수 있는 손실
7. 재해적 대형 손실의 제한된 위험

## 보험의 종류
보험의 종류는 가입 대상에 따라서 크게 생명 보험과 손해 보험 그리고 제3보험으로 나뉜다.

### 생명보험
생명 보험은 자연인을 가입 대상으로 하며 주로, (좁은의미)생명 보험, 건강 보험, 사회 보험, 종신 보험, 여행 보험, 신용 보험, 범죄 보험, 납치 보험, 테러 보험, 노동자 보상보험을 일컫는다. 좁은 의미의 생명보험은 피보험인이 사건이나 사고로 사망하였을 때 소정액을 지급하는 형태이다.

### 손해보험
손해보험은 사업자를 대상으로 하는 것으로서, 넓은 의미로 일컬을 때에는 해상 보험을 포함한다. 주로, 자동차 보험, 항공 보험, 보일러 보험, 건축업자 보험, 비즈니스 보험, 사고 보험, 농작물 보험, 풍수해 보험, DBA 보험, 장해 보험, 해외 보험, 금융 보험, 화재 보험, 재산 보험, 해양 보험, 양도 보험, 국가 보험, 무과실 보험, 애완동물 보험, 정치적 위험 보험, 오염 보험, 상금 보장 보험, 재산 보험, 구매 보험, 화산 보험 등을 말한다.

### 제3보험
사람의 질병·상해 또는 이에 따른 간병에 관하여 금전 및 그 밖의 급여를 지급할 것을 약속하고 대가를 수수하는 계약.

정부의 보험과 민영의 보험으로 나뉘기도 한다.

### 정부의 보험
위험에 대비하여 정부에서 운영하는 의무 보험으로 국가에서 제공하는 사회 보장 제도이다. 사회보험, 4대 보험이라 불리며 국민연금, 고용보험, 건강보험, 산재보험이 있다.

### 민영의 보험
사회보험과 상호보완적인 성격을 가지는 민영 보험은 개인이나 기업이 위험에 대비하여 자유로이 가입하는 보험 상품으로 종류가 매우 다양하다.

## 보험 계약

### 보험계약의 효과
보험은 기본적으로 아메리칸 풋옵션에 속한다. 재해나 사고로 인해 가치가 폭락한 현물이나 자연인 자체를 피보험인이 보험회사 측에 약정한 가격(보상금)에 판매하는 개념이다.

## 관련 판례
(뇌성마비 장애인에 대한 보험계약 거절) <피고의 주장> 원고의 장애상태에 비추어 그 기대여명이 일반인에 비하여 짧을 것으로 보이는 이상, 이 사건 승낙거절은 균질적인 위험발생의 개연성을 가지는 사람들로 이루어진 위험단체를 전제로 하는 보험제도의 본질과 보험사고의 개연성 및 현재의 심사기준에 비추어 합리적인 이유가 있는 것이므로, 자의적인 차별에 해당한다고 볼 수도 없다 <판단> 이 사건 승낙거절이 위법한지의 여부는 결국 이 사건 승낙거절이 '차별의 합리성'을 갖는가의 여부에 있다고 할 것이고, 그 판단은 결국 구체적·개별적 사안, 즉 원고의 장애 정도와 위 종신보험의 성격을 기초로 하여 ① 원고의 기대여명이 일반인에 비하여 짧을 것으로 볼 수 있는지 또는 보험사고의 개연성(장애와 보험사고와의 인과관계)이 높을 것으로 볼 수 있는지의 여부, ② 원고의 기대여명 또는 보험사고의 개연성에 대한 위험측정이 기술적으로 불가능하거나 현실적으로 어려운 경우에는 보험인수를 거절함이 상당한지의 여부에 있다고 할 것이다. (장애인복지법 제8조 차별금지 위반의 불법행위 성립, 위자료 200만원) 서울중앙지법 2003가단150990 판결

[대법원 1990.6.26, 선고, 89도2537, 판결]
보험사업을 규제하는 보험업법의 정신에 비추어 볼 때 보험사업의 범위는 그 사업의 명칭이나 법률적 구성형식에 구애됨이 없이 그의 실체 내지 경제적 성질을 실질적으로 고찰하여 해석하여야 할 것인바, 피고인이 운영한 이 사건 상조사업은 실질적인 면에서 고찰할 때 동질적인 경제상의 위험에 놓여있는 다수의 회원이 사망이라는 우연한 사고가 발생한 경우의 재산상의 수요를 충족시키기 위하여 가입회비, 상조비라는 명목으로 일정한 금액을 출연하고 사고가 발생할 때 상조부의금의 명목으로 일정한 금액을 지급한다는 점에서 그 사업명칭이나 출연 또는 지급금의 명칭에 불구하고 보험사업을 영위한 것이라고 하여야 할 것이므로 피고인이 허가없이 위 상조사업을 영위한 것은 보험업법위반행위에 해당한다고 할 것이다.

[대법원 1995.3.28, 선고, 94다47094, 판결]
보험금청구권에 대한 시효기간을 단축할 필요성에 있어서는 상호보험이나 주식회사 형태의 영리보험 간에 아무런 차이가 있을 수 없으므로, 단기시효에 관한 상법 제662조의 규정은 상법 제664조에 의하여 상호보험에도 준용된다고 보아야 할 것인데, 육운진흥법 제8조, 같은법시행령 제11조의 규정에 의하여 자동차운송사업조합이나 자동차운송사업조합연합회가 하는 공제사업은 비록 보험업법에 의한 보험사업은 아닐지라도 그 성질에 있어서 상호보험과 유사한 것이므로, 결국 공제사업에 가입한 자동차운수사업자가 공제사업자에 대하여 갖는 공제금청구권의 소멸시효에 관하여도 상법 제664조의 규정을 유추적용하여 상법 제662조의 단기소멸시효에 관한 규정을 준용하여야 할 것이다.

- 보험금청구권도 물상대위의 객체가 될 수 있다[3]

## 같이 보기
- 여행 보험(영어판)
- 보험계리사
- 금융공학
- 의료실비보험